# Hoplostethus mento
Hoplostethus mento — вид риб родини Трахіхтові (Trachichthyidae). Це морський глибоководний вид, поширений на сході Тихого океану від Панами до Вальпараїсо в Чилі. Довжина тіла сягає 12 см.